# 2019年世界陸上競技選手権大会スリランカ選手団
2019年世界陸上競技選手権大会スリランカ選手団は、2019年9月27日から10月6日までカタールのドーハで開催された第17回世界陸上競技選手権大会のスリランカ選手団。

## 選手団
- 人員: 選手 1人

## 選手名簿・結果
| 選手                             | 種目         | 結果     | 順位     |
| -------------------------------- | ------------ | -------- | -------- |
| ヒルニ・ケサラ・ウィジャヤラトネ | 女子マラソン | 途中棄権 | 途中棄権 |